# Мирон-Ёль
Мирон-Ёль — река в России, протекает по Троицко-Печорскому району Республики Коми. Устье реки находится в 2 км от устья Нибеля по правому берегу. Длина реки составляет 10 км.
Исток реки в болотах в 7 км к юго-западу от посёлка Мирный. Река течёт от истока на юго-восток, затем поворачивает на северо-восток. В нижнем течении протекает рядом с посёлком Мирный и впадает в Нибель в 2 км к северу от него.

## Данные водного реестра
По данным государственного водного реестра России относится к Двинско-Печорскому бассейновому округу, водохозяйственный участок реки — Печора от истока до водомерного поста у посёлка Шердино, речной подбассейн реки — Бассейны притоков Печоры до впадения Усы. Речной бассейн реки — Печора.
Код объекта в государственном водном реестре — 03050100112103000060719.